# Carl Roth
Carl William Roth (Sheboygan, 15 settembre 1909 – Peoria, 28 maggio 1966) è stato un cestista e allenatore di pallacanestro statunitense, professionista nella NBL.

## Carriera
Giocò una stagione nella NBL, disputando 14 partite con 2,1 punti di media.
Dal 1942 al 1944 allenò gli Sheboygan Red Skins, disputando due finali e vincendo il titolo NBL nel 1943.

## Palmarès
- Campione NBL (1943)
- NBL Coach of the Year (1943)